# Военно-воздушные силы Эквадора
Военно-воздушные силы Эквадора (исп. Fuerza Aérea del Ecuador) — один из видов вооружённых сил Республики Эквадор.
ВВС ВС Эквадора состоят из органов управления и формирований авиации и её обеспечения.

## История
Военно-воздушные силы Эквадора берут своё начало с первой половины 1920-х годов, когда под руководством итальянской военной миссии Эквадор закупил несколько самолётов и основал лётную школу недалеко от Гуаякиля. 3 июля 1935 года были образованы Fuerza Aerea del Ejercito Ecuatoriana (FAEE). В 1937 году новая группа итальянских инструкторов прибыла в Эквадор и привезла с собой различные типы самолётов. Итальянская военная миссия была отозвана в 1940 году после вступления Италии во Вторую мировую войну.
В течение конфликта США передали Эквадору ряд учебных самолётов, обеспечив тем самым дальнейшее обучение эквадорских пилотов и расширив возможности авиационной школы в Salinas. FAEE стали независимым видом вооружённых сил в 1944 году и были переименованы в Fuerza Aerea Ecuatoriana (FAE). Вскоре после этого FAE получают дополнительные самолёты из США по программе военной помощи, включая 20 F-47D «Тандерболт», «Каталина» и несколько C-47 «Дакота». В 1950-х и 1960-х годах рост эквадорских ВВС продолжился. Реактивная эра началась в Эквадоре в 1954 году, когда были закуплены 6 «Канберра» B6 и 12 «Метеор» FR9, таким образом Эквадор стал второй страной в Южной Америке, имеющей тактические ВВС. Все 18 самолётов были доставлены между 1954 и 1957 годами. Самолёты «Канберра» вступили в строй в Escuadron de Bombardeo 2123, базировавшийся в Кито. 16 истребителей F-80G были поставлены из США в 1958—1960 годах, что позволило создать вторую реактивную истребительную эскадрилью.

## Структура
- Командование воздушных операций и обороны (исп. Comando de Operaciones Aereas y Defesna)[3]
- Командование обучения и доктрины (исп. Comando de Educacion y Doctrina)[4]

## Пункты базирования
- Авиабаза Котопахи (исп. Base Aérea Cotopaxi)[5]
- Авиабаза Галапагос (исп. Base Aérea Galápagos)[6]
- Авиабаза Лаго Агрио (исп. Base Aérea Lago Agrio)[7]
- Авиабаза Эсмеральдас (исп. Base Aérea Esmeraldas)[8]

## Боевой состав
Структура ВВС Эквадора на 2007 год:
| Полное действительное наименование формирования                                        | Наименование формирований, вооружение и оснащение | Место дислокации       |
| -------------------------------------------------------------------------------------- | --- | ---------------------- |
| 21-е боевое авиакрыло исп. Ala de Combate No. 21                                       | 2112-я боевая авиационная эскадрилья «Мираж» исп. Escuadron de Combate No. 2112 «Mirage» 2113-я боевая авиационная эскадрилья «Кфир» исп. Escuadron de Combate No. 2113 «Kfir» Kfir CE/TC2 | Авиабаза Таура         |
| 22-е боевое авиакрыло исп. Ala de Combate No. 22                                       | 2211-я боевая авиационная эскадрилья исп. Escuadron de Combate No. 2211 Piper PA-34, Cessna 206 2212-я боевая авиационная эскадрилья исп. Escuadron de Combate No. 2212 TH-57 | Авиабаза Симон Боливар |
| 23-е боевое авиакрыло исп. Ala de Combate No. 23                                       | 2311-я боевая авиационная эскадрилья «Драконы» исп. Escuadron de Combate No. 2311 «Dragones» 2313-я боевая авиационная эскадрилья «Соколы» исп. Escuadron de Combate No.2313 «Halcones» BAC Strikemaster | Авиабаза Манта         |
| 11-е транспортное авиакрыло исп. Ala de Transportes No.11                              | 1111-я транспортная авиационная эскадрилья «C-130» исп. Escuadron de Transporte No. 1111 «C-130» C-130B/H 1112-я транспортная авиационная эскадрилья «Авро» исп. Escuadron de Transporte No. 1112 «Avro» Hawker Siddeley HS 748 1113-я транспортная авиационная эскадрилья «Tуин Оттер» исп. Escuadron de Transporte No. 1113 «Twin Otter» DHC-6 Twin Otter 1114-я транспортная авиационная эскадрилья «Сэйбрлайнер» исп. Escuadron de Transporte No. 1114 «Sabreliner» Sabreliner | Авиабаза Маршал Сукре  |
| Академия ВВС «Косме Реннела» исп. Escuela Superior Militar de Aviacion «Cosme Rennela» | T-34 Mentor | Авиабаза Салинас       |

## Техника и вооружение

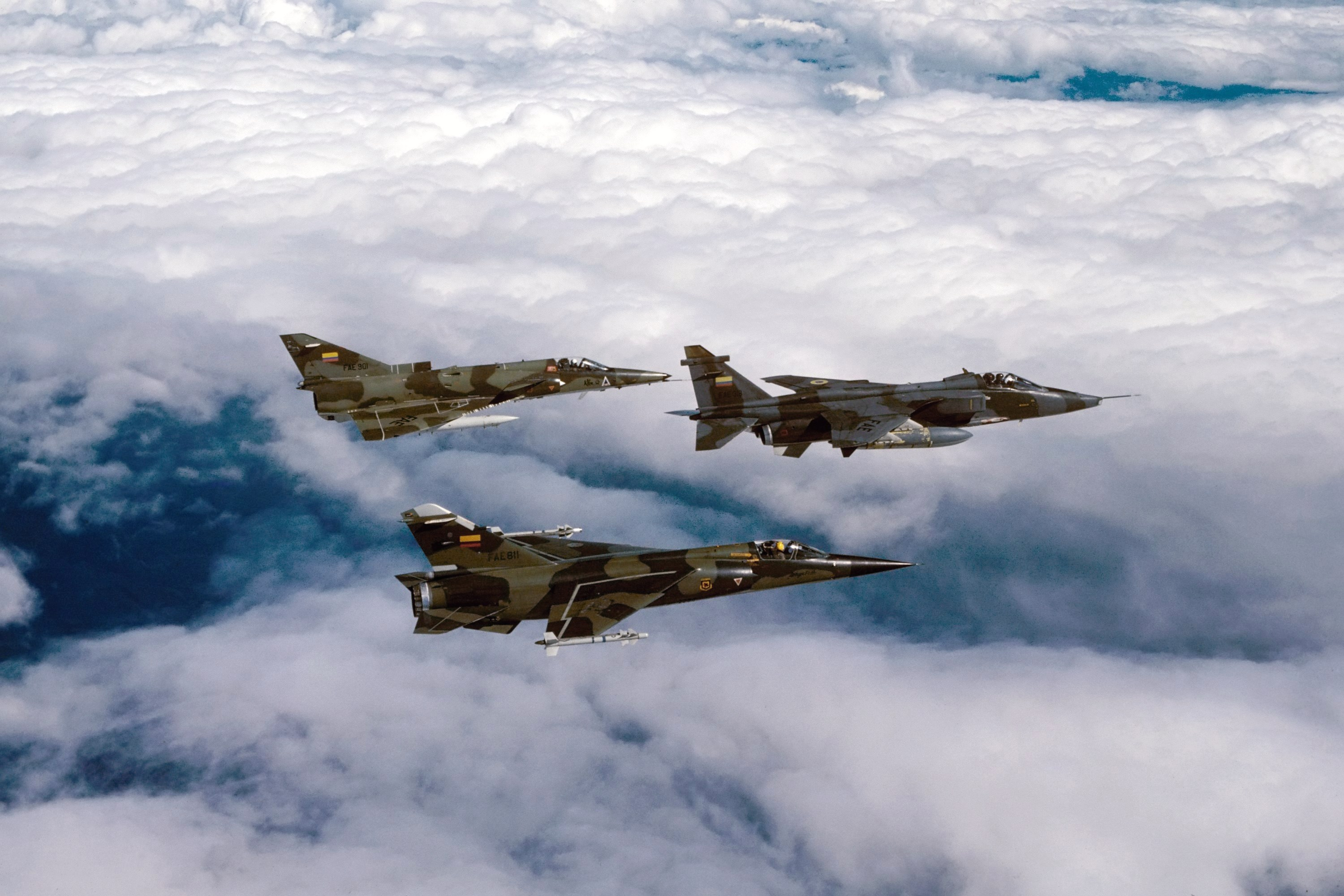
Звено истребителей ВВС Эквадора

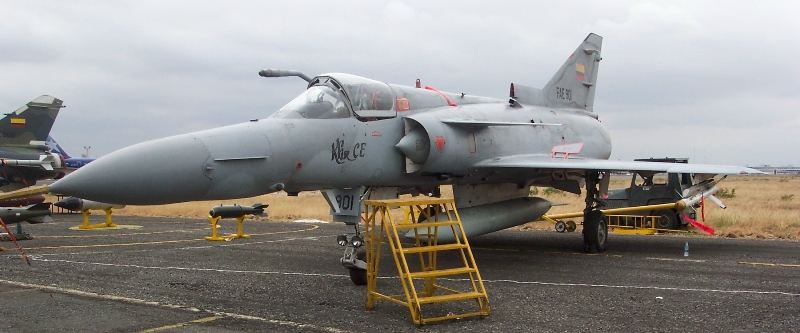
IAI Kfir CE

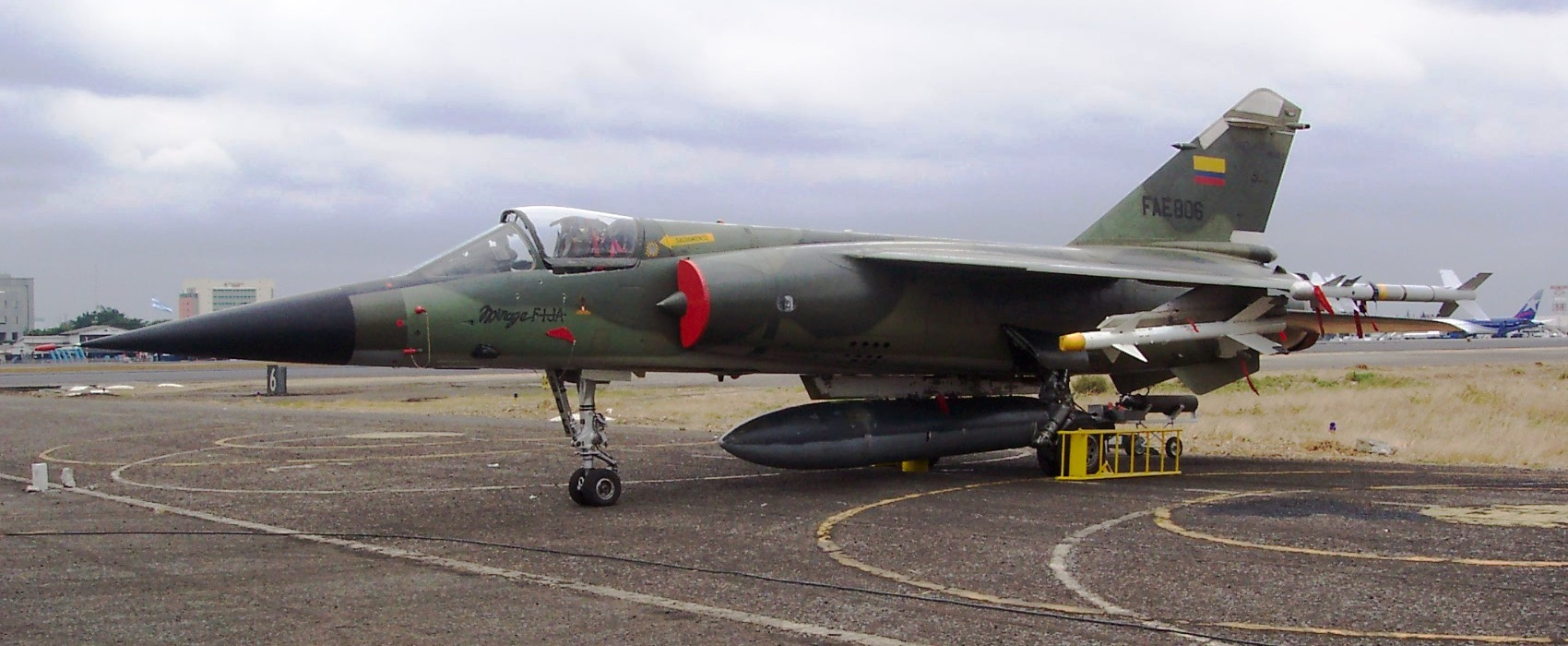
Dassault-Breguet Mirage F1JA

Данные о технике и вооружении ВВС Эквадора взяты со страницы журнала Aviation Week & Space Technology.
| Тип                                   | Производство    | Назначение                                | Количество      | Примечания      |                 |
| Боевые самолёты                       | Боевые самолёты | Боевые самолёты                           | Боевые самолёты | Боевые самолёты | Боевые самолёты |
| ------------------------------------- | --------------- | ----------------------------------------- | --------------- | --------------- | --------------- |
| British Aerospace Strikemaster Mk 89A | Великобритания  | штурмовик                                 | 3               |                 |                 |
| British Aerospace Strikemaster Mk 90  | Великобритания  | штурмовик                                 | 2               |                 |                 |
| IAI CE                                | Израиль         | многоцелевой истребитель                  | 23              |                 |                 |
| IAI TC2                               | Израиль         | учебный истребитель                       | 2               |                 |                 |
| Транспортные самолёты                 |                 |                                           |                 |                 |                 |
| Cessna A150L                          | США             | общего назначения                         | 7               |                 |                 |
| De Havilland Canada DHC-5D            | Канада          | транспортный самолёт                      | 1               |                 |                 |
| De Havilland Canada DHC-6-300         | Канада          | транспортный самолёт                      | 3               |                 |                 |
| Lockheed C-130B Lockheed C-130H       | США             | транспортный самолёт транспортный самолёт | 2 1             |                 |                 |
| Lockheed L-100-30                     | США             | транспортный самолёт                      | 1               |                 |                 |
| Rockwell Sabreliner 40A               | США             | VIP транспорт                             | 2               |                 |                 |
| Rockwell Sabreliner 60                | США             | VIP транспорт                             | 1               |                 |                 |
| Учебные самолёты                      |                 |                                           |                 |                 |                 |
| Beechcraft T-34C-1                    | США             | учебно-тренировочный                      | 4               |                 |                 |
| Nan Chang CJ-6                        | Китай           | учебно-тренировочный                      | 2               |                 |                 |
| Вертолёты                             |                 |                                           |                 |                 |                 |
| Aerospatiale SA 316B                  | Франция         | многоцелевой вертолёт                     | 2               |                 |                 |
| Aerospatiale SA 319B                  | Франция         | многоцелевой вертолёт                     | 2               |                 |                 |
| Bell Helicopter Textron TH-57         | США             | многоцелевой вертолёт                     | 9               |                 |                 |

## Опознавательные знаки

Опознавательный знак ВВС Эквадора
Знак на киль

## Галерея

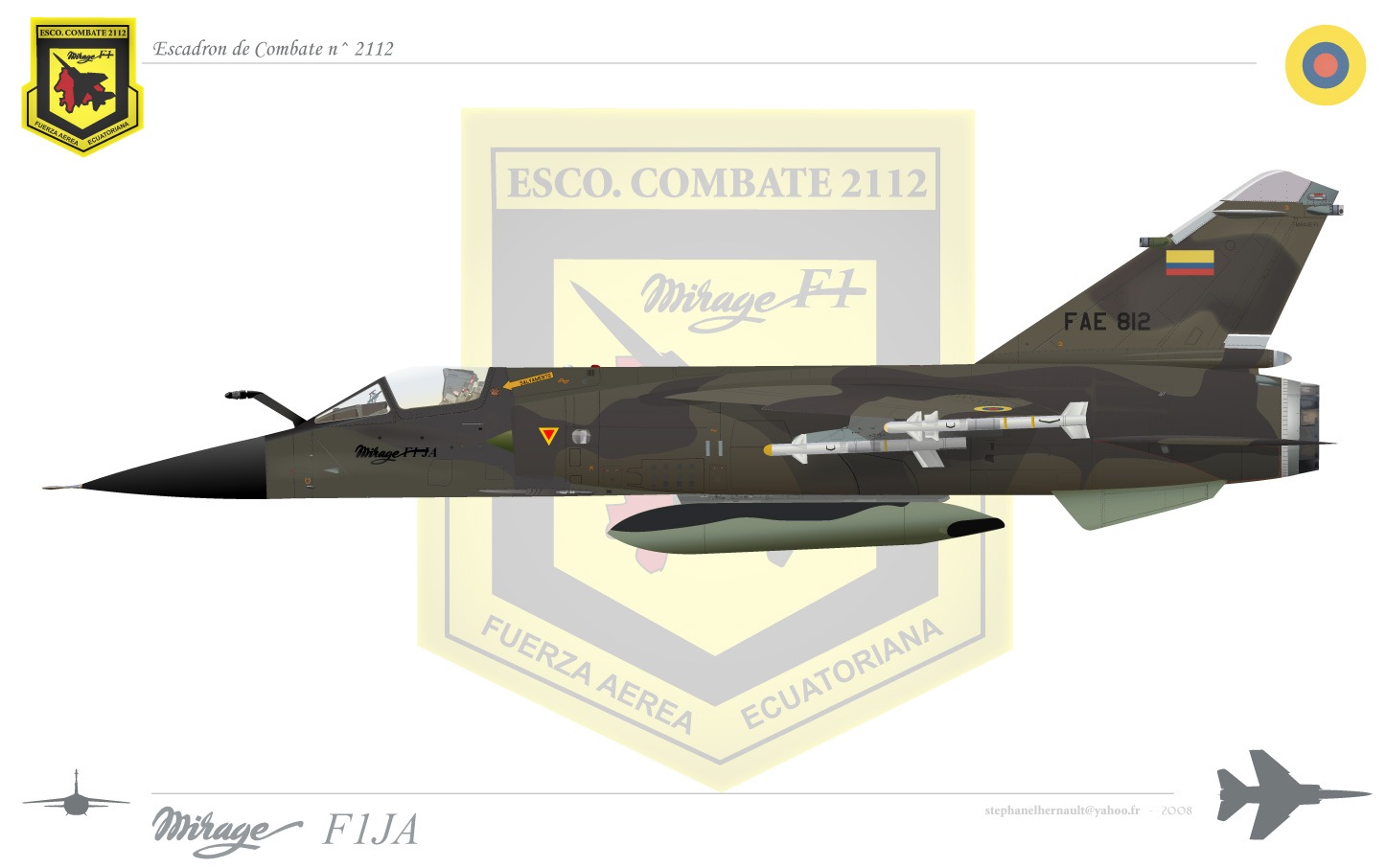
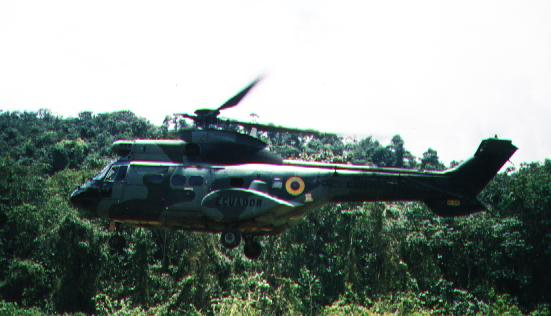

## Знаки различия

### Генералы и офицеры
| Категории               | Генералы          | Генералы      | Генералы | Старшие офицеры | Старшие офицеры | Старшие офицеры | Младшие офицеры | Младшие офицеры   | Младшие офицеры |
| ----------------------- | ----------------- | ------------- | -------- | --------------- | --------------- | --------------- | --------------- | ----------------- | --------------- |
|                         | 30px              | 30px          | 30px     | 30px            | 30px            | 30px            | 30px            | 30px              | 30px            |
| Эквадорское звание      | '                 | '             | '        | '               | '               | '               | '               | '                 | '               |
| Российское соответствие | Генерал-лейтенант | Генерал-майор | нет      | Полковник       | Подполковник    | Майор           | Капитан         | Старший лейтенант | Лейтенант       |

### Сержанты и солдаты
| Категории               | Подофицеры        | Подофицеры | Подофицеры | Сержанты и старшины | Сержанты и старшины | Сержанты и старшины | Сержанты и старшины | Солдаты  | Солдаты |
| ----------------------- | ----------------- | ---------- | ---------- | ------------------- | ------------------- | ------------------- | ------------------- | -------- | ------- |
|                         | 30px              | 30px       | 30px       | 30px                | 30px                | 30px                | 30px                | 30px     | 30px    |
| Эквадорское звание      | '                 | '          | '          | '                   | '                   | '                   | '                   | '        | '       |
| Российское соответствие | Старший прапорщик | Прапорщик  | нет        | Старшина            | Старший сержант     | Сержант             | Младший сержант     | Ефрейтор | Рядовой |